# Pacy-sur-Eure
Pacy-sur-Eure – miejscowość i gmina we Francji, w regionie Normandia, w departamencie Eure. W 2013 roku populacja gminy wynosiła 4854 mieszkańców. 
1 stycznia 2017 roku połączono dwie wcześniejsze gminy: Pacy-sur-Eure oraz Saint-Aquilin-de-Pacy. Siedzibą gminy została miejscowość Pacy-sur-Eure, a nowa gmina przyjęła jej nazwę. 